# Noël Texier
Pour les articles homonymes, voir Texier.
Noël Texier, né le 21 décembre 1903 à Poitiers et mort au combat le 15 août 1944 au Lavandou, est un militaire français.

## Biographie
Adjudant-chef dans les Commandos d'Afrique, il mène le « commando Texier » à l'assaut du cap Nègre — au lieu des plages du Rayol-Canadel-sur-Mer à cause d'une erreur de navigation — pour y détruire une batterie ennemie, sous les ordres du général Georges-Régis Bouvet. Il est tué par une grenade ennemie.
Il est le premier mort du débarquement de Provence lors de la Seconde Guerre mondiale. Il porte la mention « Mort pour la France ».

## Postérité
Il est enterré à la nécropole nationale du Rayol-Canadel-sur-Mer avec certains morts de son commando. Une rue du Lavandou porte son nom.